# Stadio olimpico Alassane Ouattara
Lo stadio olimpico Alassane Ouattara (in francese Stade Olympique Alassane Ouattara) è un impianto multifunzionale sito nel quartiere Ebimpé, a 20 km a nord di Abidjan, in Costa d'Avorio, ad uso prevalentemente calcistico, anche se è in grado di ospitare incontri di rugby, atletica leggera e manifestazioni extrasportive.

## Storia
Nel 2014 la CAF ha annunciato che la Costa d'Avorio avrebbe organizzato la Coppa d'Africa 2021.
I lavori di costruzione dello stadio sono iniziati il 22 dicembre 2016 alla presenza del Primo ministro Daniel Kablan Duncan e dell'ambasciatore cinese, per una durata stimata in 36 mesi.
I lavori sono terminati nel settembre 2020, a causa della pandemia di COVID-19. Il 3 ottobre 2020 lo stadio è stato inaugurato dal Presidente della Costa d'Avorio Alassane Ouattara, a cui è stato poi intitolato. La prima partita disputata nell'impianto ha visto l'ASEC Mimosas vittorioso per 2-0 contro l'Africa Sports..
Nel dicembre 2021, dopo la partita di qualificazioni al campionato del mondo 2022 vinta dalla Costa d'Avorio contro il Camerun, si è resa necessaria la ricostruzione del terreno di gioco in quanto il campo era impraticabile.
A seguito dello spostamento di sede delle edizioni della Coppa d'Africa dal 2019 al 2025, l'edizione assegnata alla Costa d'Avorio è stata spostata dal 2021 al 2023, con disputa del torneo da gennaio a febbraio 2024. Lo stadio ha ospitato sei partite della fase a gironi, un ottavo di finale, un quarto di finale, una semifinale e la finale del torneo.